# Ketogeneza
Ketogeneza je metabolički proces kojim nastaju ketonska tijela kao alternativni produkti razgradnje masnih kiselina za dobivanje energije. Ketonska tijela su: acetoacetat, produkt njegove spontane dekarboksilacije aceton te produkt njegove redukcije 3-hidroksibutirat koji se još može imenovati kao D-β-hidroksibutirat. D(-)-3-hidroksibutirat može prelaziti u acetoacetat i obartno reakcijom koju katalizira enzim D(-)-3-hidroskibutirat-dehidrogenaza gdje -OH skupna oksidacijom prevodi u keto skupinu =O acetoacetata pri čemu vodik akceptira NAD+ pa će ravnotežu tog procesa kontrolirati upravo mitohondrijski omjer [NAD+]/[NADH]. Koncentracija ukupnih ketonskih tijela u krvi dobro uhranjenih sisavaca obično ne prelazi 0,2 mmol/L.
Ketogeneza se događa za vrijeme gladovanja tj. kada su potrebe organizma za energijom puno veće nego što ima na raspolaganju, a u takvim se uvjetima oksidacija masnih kiselina događa velikom brzinom, a pritom jetra proizvodi značajne količine acetoacetata iz kojeg se izvode ostala ketonska tijela, a sva se ona koriste za dobivanje potrebne energije u izvanjetrenim tkivima. 

## Reakcije i regulacija ketogeneze
Prvo se dvije molekule acetil-CoA (acetil koenzima A), koje su nastale β-okisdacijom masnih kiselina, povezuju reakcijom koju katalizira enzim tiolaza čime nastaje acetoacetil-CoA. Potom acetoacetil-CoA reagira s još jednom molekulom acetil-CoA u reakciji koju katalizira enzim 3-hidroksi-3-metilglutaril-CoA-sintaza, a nastaje 3-hidroksi-3-metilglutaril-CoA ili skraćeno HMG-CoA. Nakon toga enzim HMG-CoA-liaza katalizira odcjepljenje jedne molekule acetil-CoA čime se dobije slobodan acetoacetil koji više nema vezani koenzim A. 
Sada acetoacetat spontanom dekarboksilacijom izdvajanjem karboksilne skupine u obliku CO2 može preći u aceton ili se pak može desiti enzimska redukcija acetona pomoću D(-)-3-hidroksibutirat-dehidrogenaze uz NADH kao donor vodika za -OH skupinu čime nastaje D(-)-3-hidroksibutirat.
Ketogeneza se zbiva samo u jetrima i bubrežnom epitelu preživača, a pri ketozi od ketonskih tijela u krvi i mokraći količinski prevladava D(-)-3-hidroksibutirat.

### Regulacija ketogeneze
Ketogeneza se regulira kroz 3 ključna koraka metabolizma masnih kiselina:
1. Stanje ketoze - povišene koncentracije ketonskih tijela u krvi nastupa samo pri velikim koncentracijama slobodnih masnih kiselina (FFA - free fatty acids) koje nastaju lipolizom (razgradnjom) masti tj. triacilglicerola u masnome tkivu. Jetra u stanju i gladovanja i sitosti otpušta u krvotok 30% slobodnih masnih kiselina koje prolaze kroz nju, ali kod velikih količina FFA, velike će se količine FFA i zadržati u jetri, a jer se iz njih u konačnosti dobivaju ketonska tijela, moguća je njihova povišena koncentracija u krvi.
2. Slobodne masne kiseline se nakon ulaska u jetru razgrađuju β-oksidacijom do CO2 ili ketonskih tijela ili se pak esterificiraju tj. ugrađuju u triacilglicerole i fosfolipide. Ulazak masnih kiselina u oksidacijski put reguliran je karnitin-palmitoil-transferazom-I (CPT-I), a ostatak se masnih kiselina esterificira. U stanju sitosti malonil-CoA inhibira CPT-I dok je njezina aktivnost pri gladovanju visoka pa se masne kiseline u aktiviranom obliku (acil-CoA) prenose kroz mitohondrijsku membranu. U stanju sitosti, kad masne kiseline ne mogu ući u mitohondrije pomoću CPT-I, one se esterificiraju u acilglicerole koji se iz jetre izlučuju u obliku lipoproteina vrlo male gustoće - VLDL čestice.
3. Acil-CoA koji je ušao u mitohondrij podliježe β-oksidaciji čime nastaje acetil-CoA koji se može oksidirati u ciklusu limunske kiseline ili se iskoristiti za dobivanje ketonskih tijela kako je već opisano. 

## Poremećaji
- Ketonemija ili ketonurija je stanje kod kojeg je povećana koncentracija ketonskih tijela u krvi i mokraći, a naziva se ketozom. Blagi se oblik ketoze pojavljuje pri gladovanju kad se također iscrpljuju zalihe ugljikohidrata te se mobiliziraju slobodne masne kiseline. Ako je takvo stanje dugotrajno, može se javiti dijabetes tip 2 koji je sve češći u zapadnim zemljama.
- Acetoctena i 3-hidroksimaslačna kiselina umjereno su jake kiseline te se puferiraju kada su prisutne u krvi ili drugim tkivima. Njihovo trajno povećano izlučivanje postupno iscrpljuje alkalnu rezervu, uzrokujući ketoacidozu. Kod nekontrolirane šećerne bolesti ovo može biti smrtonosno.[3]